# ペンシルベニア駅 (ニューヨーク)

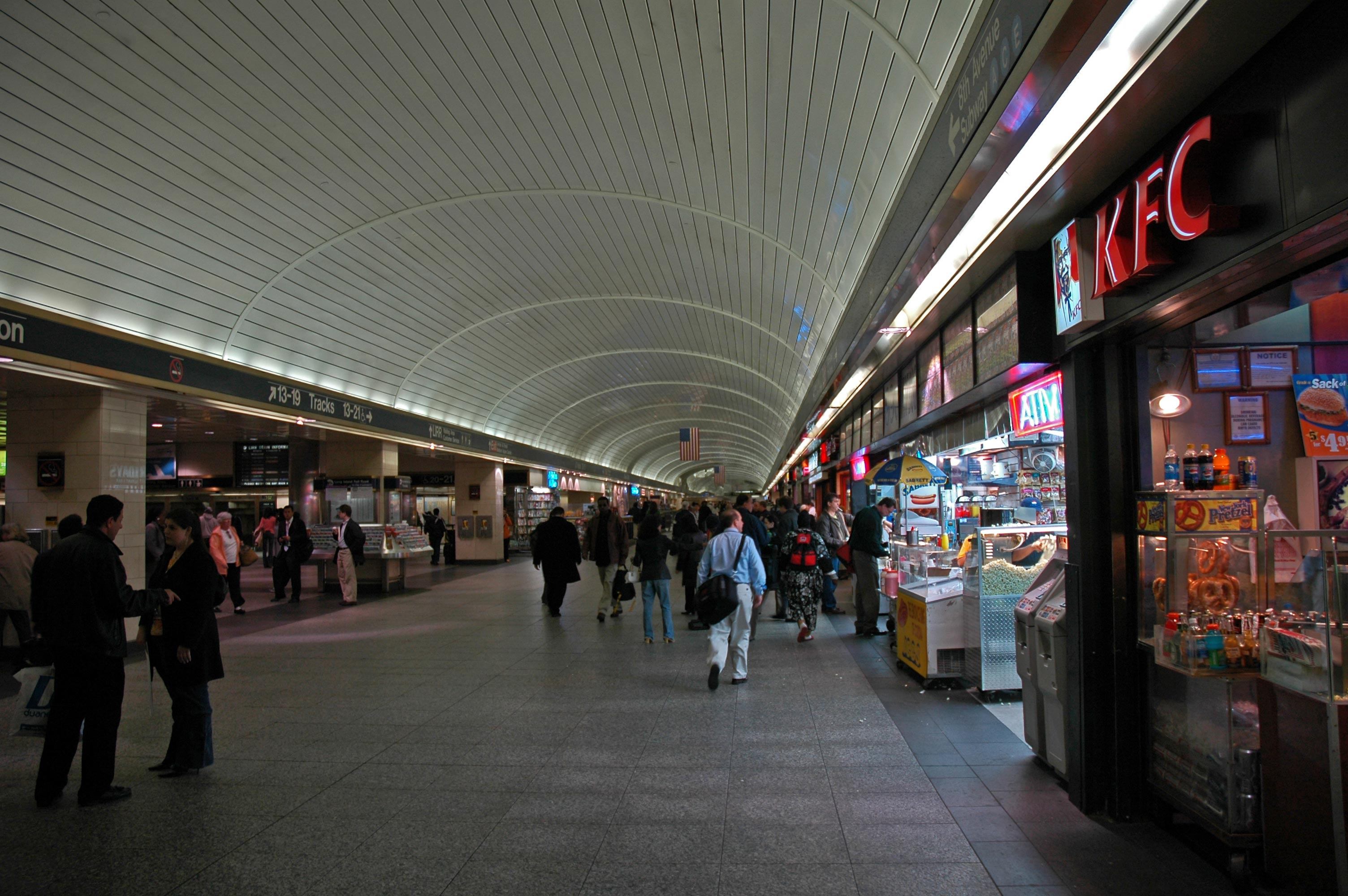
ロングアイランド･レイルロードのコンコース

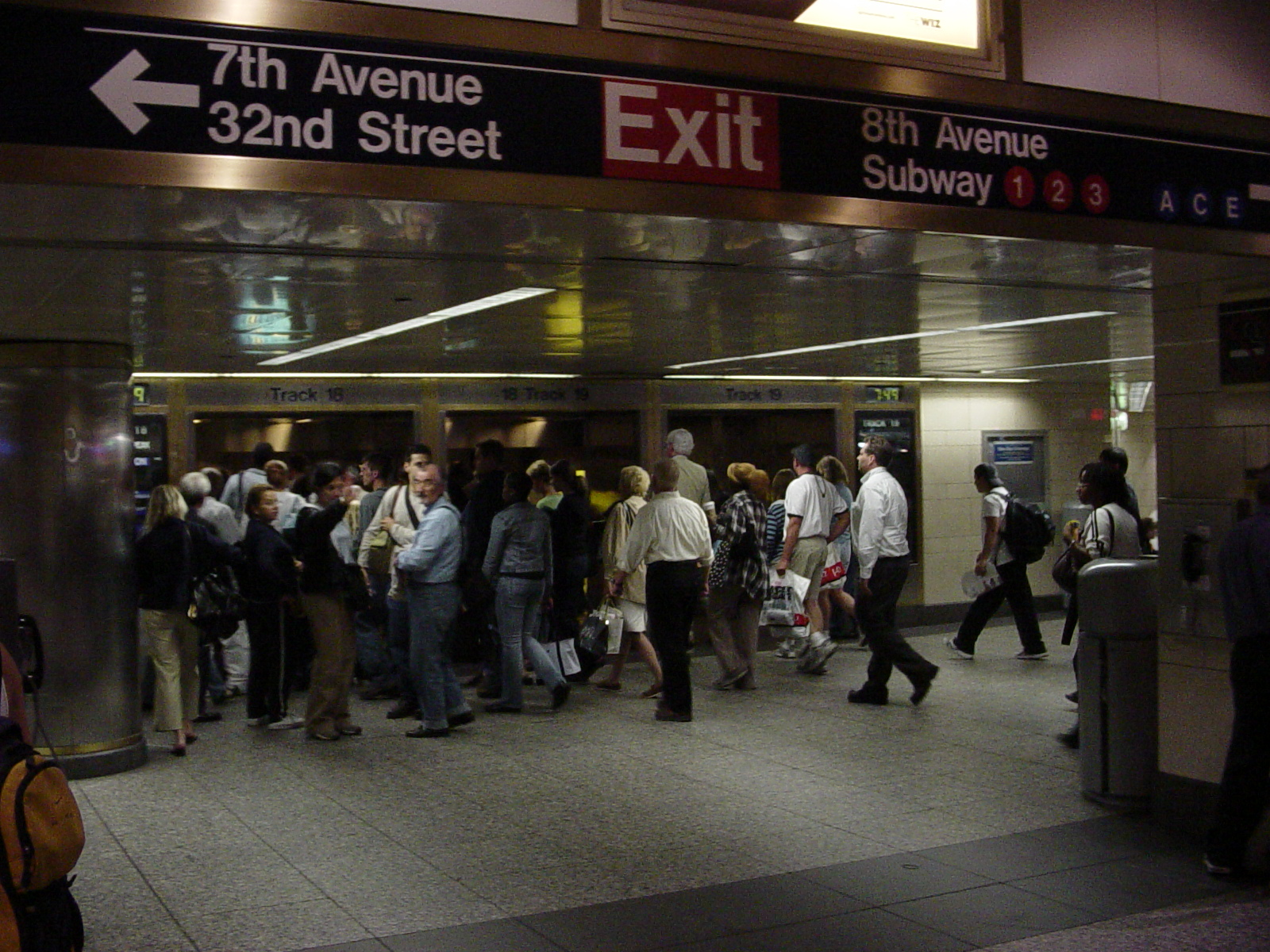
LIRRの電車に向かうラッシュアワーの群衆

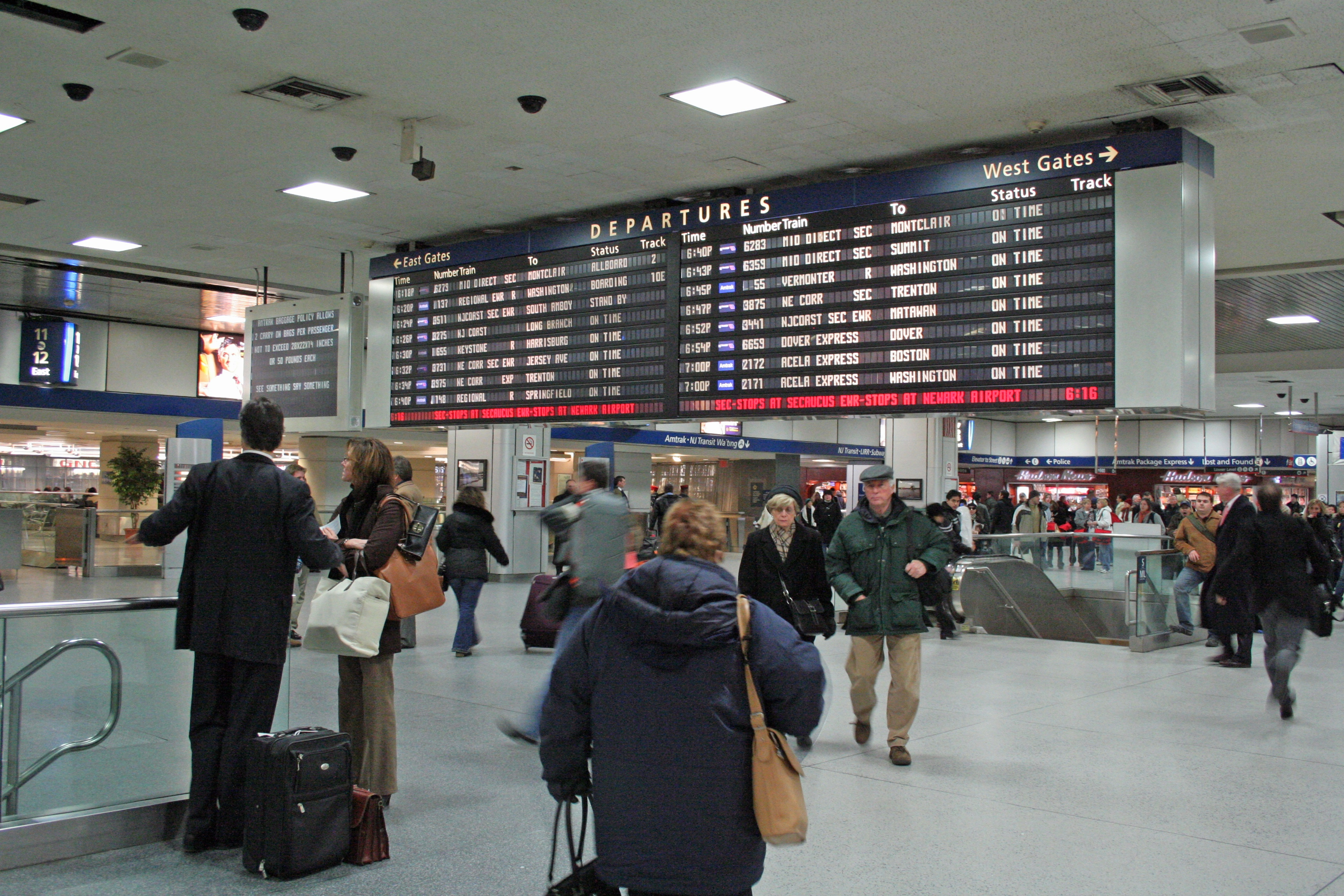
出発ゲート

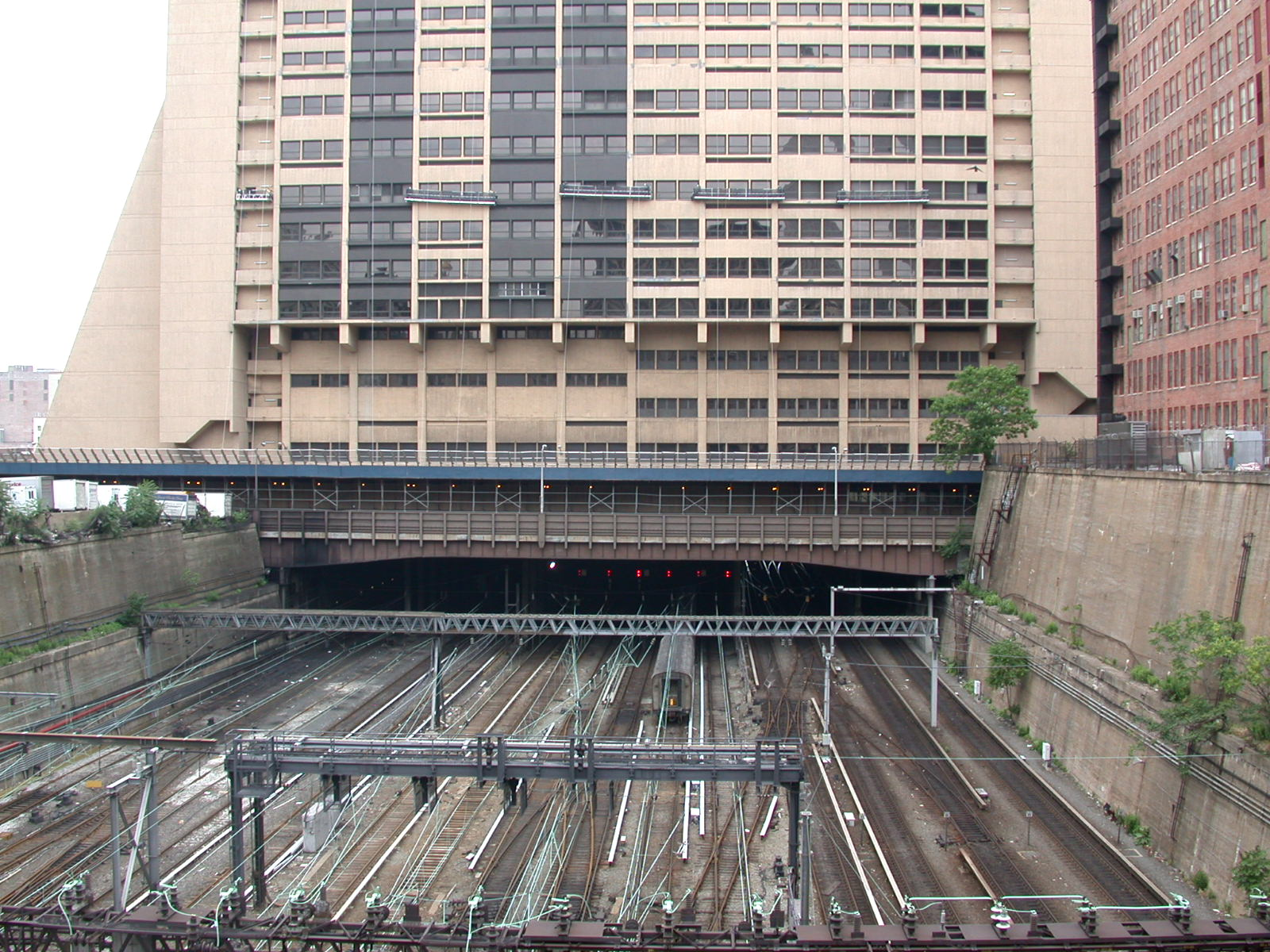
ペン駅の地下のプラットフォームへ向かう線路。

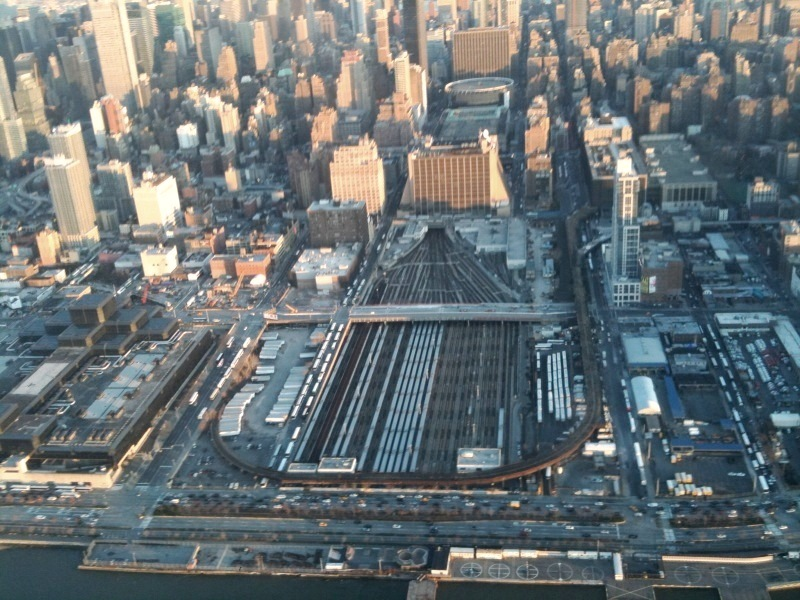
ハドソン川上空から見た再開発前のハドソン・ヤード　円形の建物がペン駅（2009年）

ペンシルベニア駅（Pennsylvania Station、略称：Penn Station）は、アメリカ合衆国ニューヨーク州のニューヨーク市マンハッタン区チェルシーにある鉄道駅。「ペン・ステーション」の愛称で呼ばれる。同市のグランド・セントラル駅と並ぶ大規模な駅である。

## 概要
ペンシルベニア駅は、チェルシーの北部でミッドタウン・ウエストの中央、7-8番街と31-32丁目に囲まれた街区に位置している。駅舎はマディソン・スクエア・ガーデンと共有の建物を使っている。1日あたり、およそ600本もの列車が発着している。駅の主要施設は地下にあり、プラットフォームは隣のジェームズ・ファーレー郵便局の地下まで伸びている。郵便局からハドソン川の間の区画には、MTAのウェストサイド車両基地があり、周辺では大規模なハドソン・ヤード再開発が進行中である。駅の周辺にはブロードウェイやデパートのメイシーズ、マンハッタン･モールなどもある。

## 歴史

### 初代駅舎
アメリカ最大の鉄道会社であったペンシルバニア鉄道のターミナル駅はハドソン川の西岸にあり、マンハッタンからはフェリーで連絡していた。同社にとってマンハッタン乗り入れは長年の悲願であった。ハドソン川を渡る鉄道橋は建設できず、河底トンネルは蒸気機関車を通すには適しないため、ハドソン川を渡る方法がない状態であったが、トンネル内を電化して電気機関車が蒸気機関車を牽引することによりマンハッタンに鉄道を引く目途がたつようになった。1902年、ニューヨーク市当局から建設許可を受け用地の買収を開始、当時テンダーロイン地区と呼ばれた歓楽街の2街区が丸ごと更地になった。1904年には川の下を横断するトンネルと駅舎の建設が始まった。乗り場は地下にあるため大量の土砂が掘削された。建築事務所マッキム・ミード・アンド・ホワイトによって設計された駅舎は古代ギリシアの神殿のように列柱の並ぶ荘厳なボザール様式（歴史主義建築）の建築物であった。駅は1910年に完成・開業した。（初代駅舎を参照）

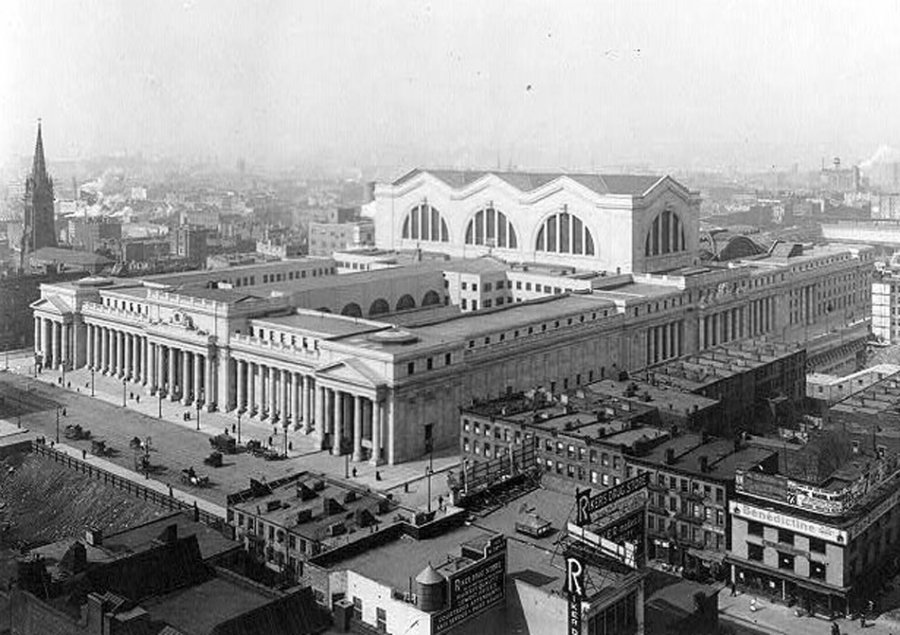
1911年頃のペンシルベニア駅
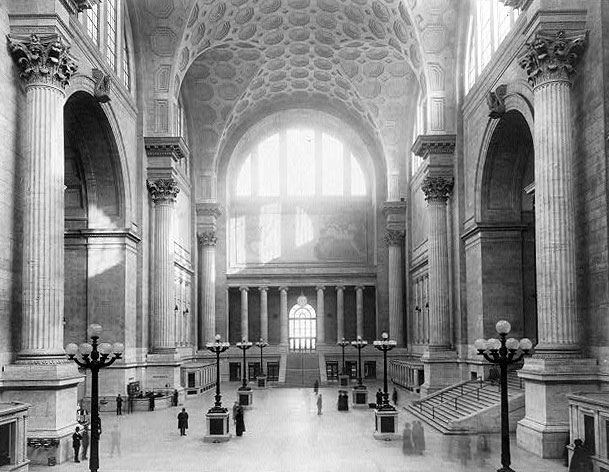
待合室　1911年
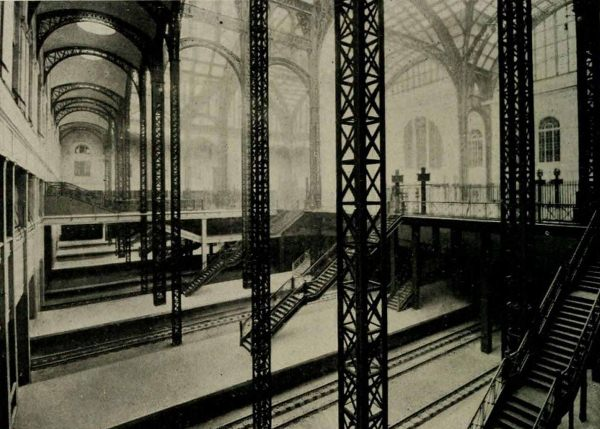
地下のプラットフォーム
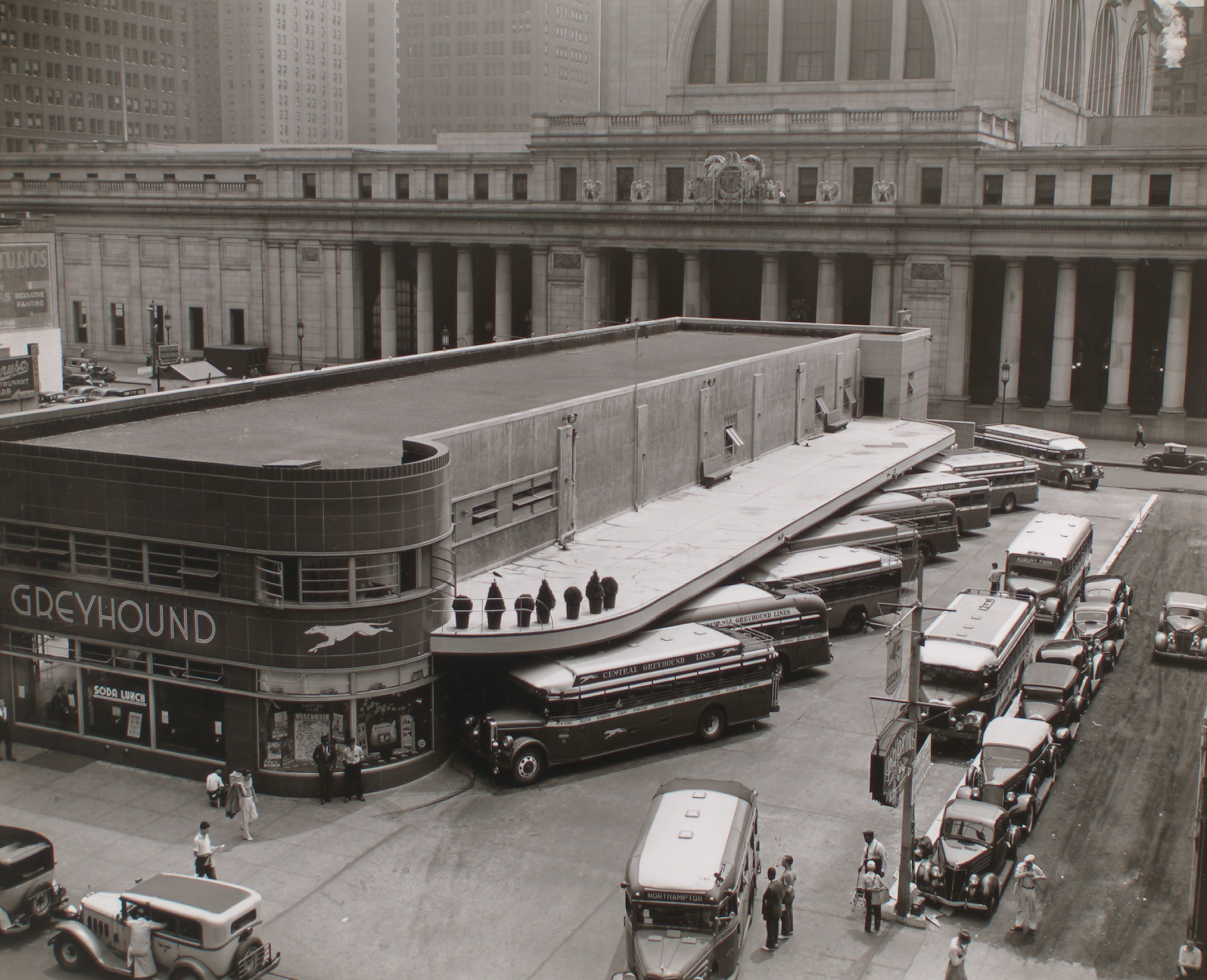
グレイハウンドバスターミナル　1936年
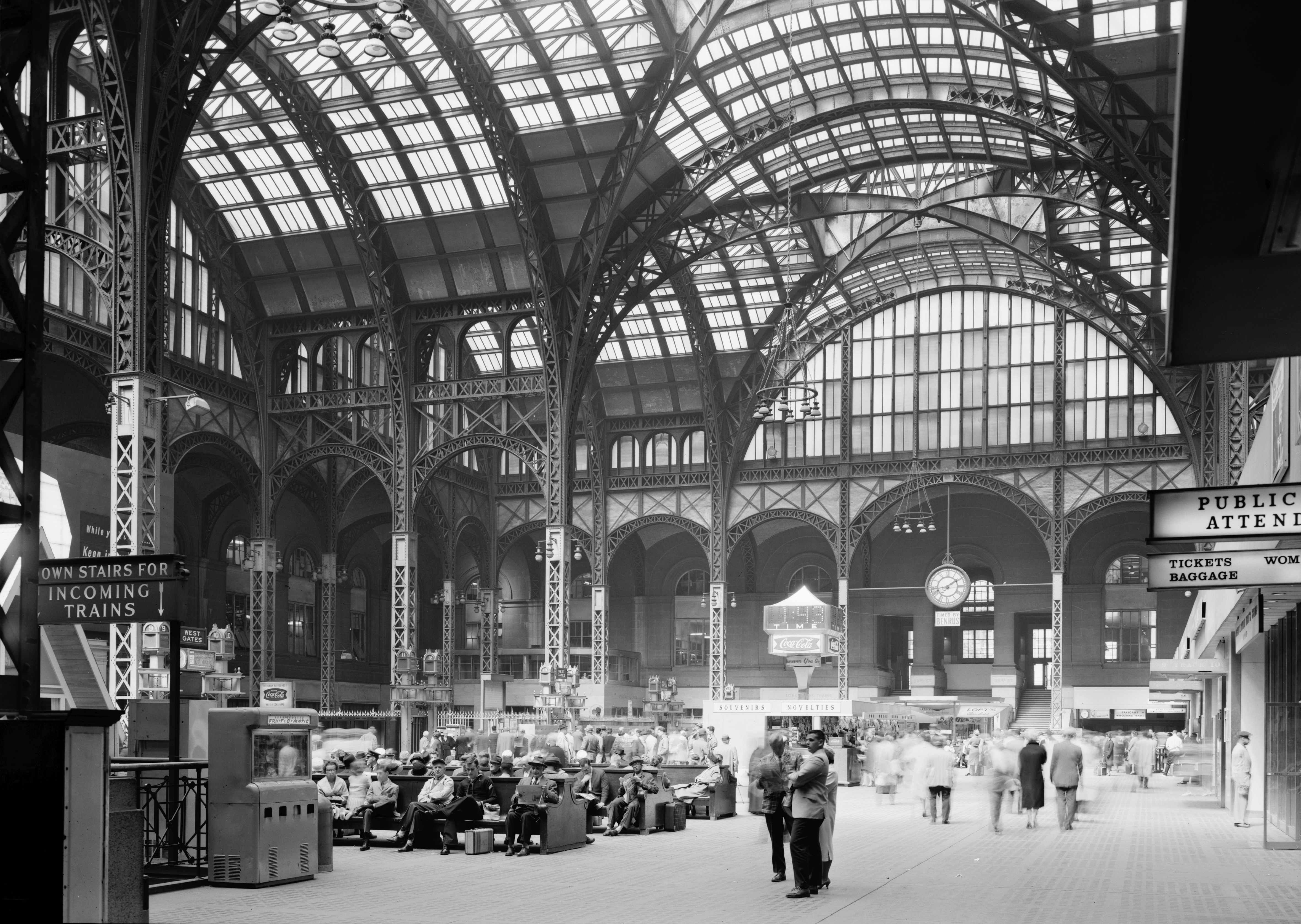
コンコース　1962年
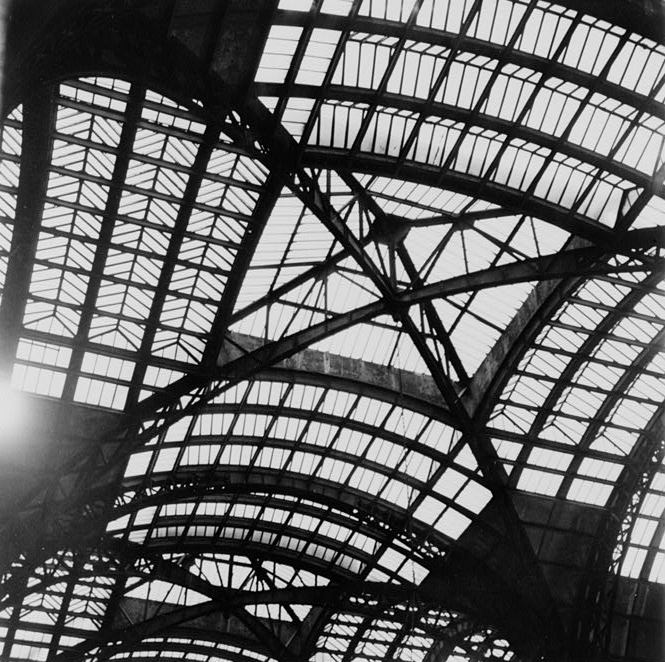
コンコースの大屋根　1962年
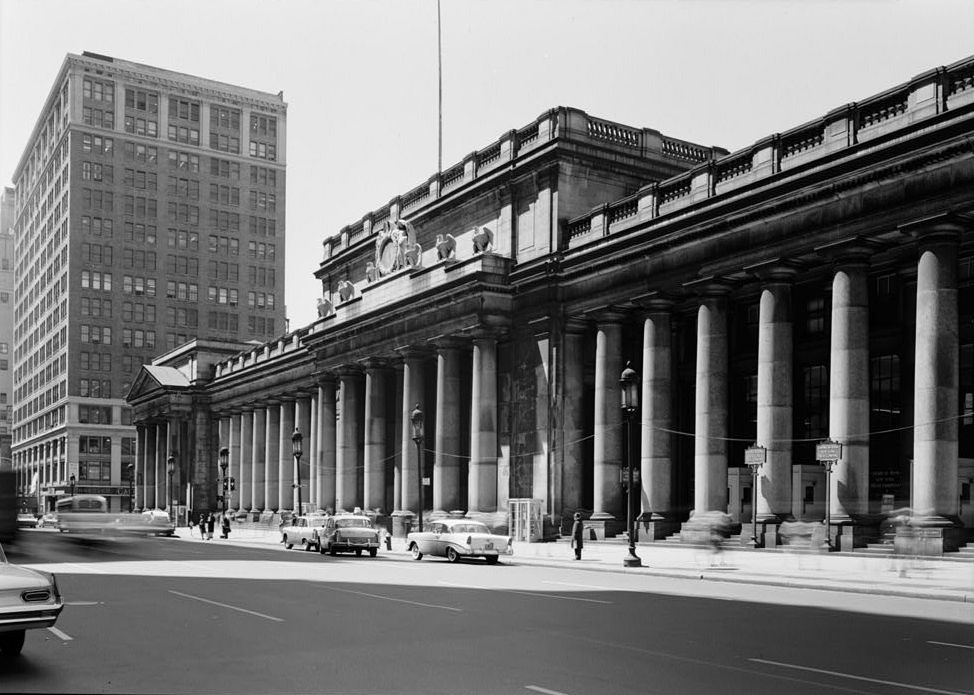
7番街のファサード　1962年

### 二代目駅舎
第二次世界大戦後、ハイウェイや航空路線の広がりに伴い、鉄道の利用者は急激に減少した。ペンシルバニア鉄道も赤字経営となり鉄道以外の収益を増やす必要に迫られ、マンハッタンの一等地にあるペン駅舎を建て替えることになった。反対運動が起こったが1963年に解体は実行された。しかし歴史的建築保存運動が高揚するきっかけになり、その後のグランド・セントラル駅保存などにつながった。新駅舎は不動産ディベロッパーとの共同プロジェクトでマディソン・スクエア・ガーデンと共有の建物になった。切符売り場やインフォメーションセンター、待合室なども現代的に改装されたが地下のプラットフォームだけは創建当時のたたずまいを残している。

### 三代目駅舎
既存ペンシルバニア駅の西側に隣接したジェームズ・ファーレー郵便局（James A. Farley Building) は8番街と9番街の間かつ31丁目と33丁目の間にあり、初代駅舎同様にマッキム・ミード・アンド・ホワイト設計によるボザール様式の大規模な建物でニューヨークの中央郵便局として親しまれてきた。これを駅の入り口に転用し、かつてのような壮麗な駅舎を取り戻すというアイデアは1990年代初期から存在していたが、資金調達等の問題からなかなか具現化されなかった。2010年から具体的な計画がスタートし、2017年6月に工事が始まり2021年1月1日に開業した。建物中央部にはガラス張りの大きな吹き抜けが設けられている。計画を強く後押しした上院議員パトリック・モイニハンの名を冠しモイニハン・トレイン・ホール（Moynihan Train Hall)と命名された。

## 発着している鉄道路線

### 近郊電車
- ロングアイランド鉄道（LIRR） - ロングアイランド各地行き。ターミナル駅。
- ニュージャージー・トランジット - ニューアーク国際空港駅へは一時間弱。ターミナル駅。

### アムトラック
アムトラック（Amtrak）の列車は長距離列車でいずれも列車ごとに名前が付いているので、本項でも列車ごとに羅列する。
ペンステーションの前後を始めとしてニューヨーク近郊のほとんどの区間は複々線になっており、このような区間ではアムトラックの列車は主要駅だけに停車し、小さな駅はメトロノース鉄道（Metro North Railroad）やニュージャージー・トランジット（New Jersey Transit, NJT）のような通勤・近郊鉄道が停車することで長距離移動客と近距離移動客の分離を図っている。
アムトラックの列車は基本的に定員制（乗車車両のみを指定される方式で席は自由）で、リクライニングシート採用の車両、前述のようなダイヤ構成と通勤鉄道に比べて速くて快適だが、同じ駅同士を移動する場合は通勤鉄道に比べて料金は高い。また、同じアムトラックでも列車によって料金が異なる。

#### コネチカット州方面行き
マンハッタンから東に進み、コネチカット州やマサチューセッツ州方面へ向かう列車。並走する通勤鉄道はメトロノース鉄道のニューヘイブン線（New Haven Line）でニューロシェル付近で合流する。
アセラ・エクスプレス（Acela Express）
ワシントンまで行く列車で専用車両を用いる高速列車。ボストン方面の列車とは直通運転している。主な途中経由地はニューアーク（Newark）、フィラデルフィア（Philadelphia）、ボルチモア（Baltimore）など。停車駅を最小限に絞り、最高速度は240km/hの高速列車。車両は専用車両でファーストクラスとビジネスクラスのみで構成され、運賃は高め。
ノースイースト・リージョナル（Northeast Regional）
アセラ・エクスプレスと同じルートを走りボストンまで向かう列車だが、こちらは一般的な客車編成で速度も遅い。運賃はアセラよりも安い。主な経由地はニューロシェル、スタンフォード、ブリッジポート、ニューヘイブン、ニューロンドン、プロビデンスなど。ニューヘイブンから先、内陸部のスプリングフィールドに向かう列車も一部にある。
バーモンター（Vermonter）
合衆国北東部のバーモント州まで向かう列車で後述のイーサン・アレン・エクスプレス（Ethan Allen Express）と異なり、コネチカット州から先、コネチカット川をたどるように北上し、コネチカット州、マサチューセッツ州とバーモント州を縦断、同州北部でカナダとの国境に近いセント・オールバンズまで走る。主な経由地はニューヘイブン、ハートフォード、スプリングフィールド、モントピリアなど。

#### ニュージャージー州方面行き
マンハッタンから西に進みニュージャージー州、ペンシルベニア州、ワシントンD.C.方面へ向かう列車。並走する通勤鉄道はニュージャージー・トランジットのNJTノース・イースト・コリドー線。
ノースイースト・リージョナル（Northeast Regional）
ワシントンを経由しその先のバージニア州まで行く列車で、アセラ・エクスプレスやほかの長距離列車に比べると停車駅が多く遅いが安い。ニューヘイブン方面の列車とは直通運転をしている。主な経由地はニューアーク、ニューブランズウィック、トレントン、フィラデルフィア、ウィルミントン、デラウェア州ニューアーク (デラウェア州)、ボルチモア、ワシントンD.C.、アレクサンドリアなど。バージニア州アレクサンドリアから先、リンチバーグに向かう路線と、州都リッチモンドを経由し港湾都市ニューポートニューズに向かう列車に分かれる。
クレセント（Crescent）
ワシントンD.C.まではアセラやリージョナルと共通。そこからさらに進んでバージニア州、ノースカロライナ州、アラバマ州などを経由してルイジアナ州ニューオーリンズまで走る列車。主な経由地はニューアーク、トレントン、フィラデルフィア、ウィルミントン、ワシントンD.C.、リンチバーグ、シャーロット、アトランタ、バーミングハムなど。
カロリニアン（Carolinian）
ワシントンD.C.を経由してノースカロライナ州の州のシャーロットまで行く列車。前述のクレセントと同じルートをたどり、同列車の補完的な役割をする。
キーストーン・サービス（Keystone Service）
フィラデルフィアから先ペンシルベニア州を横断し、同州西部にある同州の州都ハリスバーグまでを結ぶ列車。主な経由地はニューアーク、トレントン、フィラデルフィア、ランカスターなど。
カーディナル（Cardinal）
ワシントンD.C.まではアセラやリージョナルと共通。そこからバージニア州、ウエストバージニア州、ケンタッキー州、インディアナ州などを経由してイリノイ州シカゴまでを結ぶ列車。主な経由地はチャールストン、シンシナティ、インディアナポリスなど。ニューヨークとシカゴを結ぶ列車には他に後述のレイク・ショア・リミテッド（Lake Shore Limited）がある
ペンシルベニアン（Pennsylvanian）
ペンシルベニア州フィラデルフィアから先、同州ハリスバーグまではキーストーン・サービスと共通し、そこからさらに同州ピッツバーグへと向かう列車でペンシルベニア州をメインに走る。
シルバー・メティオ（Silver Meteor）、シルバー・スター（Silver Star）
どちらの列車もニューヨークとフロリダ州のマイアミを結ぶ列車であるが、途中ノースカロライナ州、サウスカロライナ州内において経由地が異なる。また、フロリダ州内においても、シルバー・メティオがオーランド方面とマイアミ方面を直行するのに対し、シルバー・スターはその区間でタンパに寄り、同駅でスイッチバックを行う。
パルメット（Palmetto）
ニューヨークからワシントンを経由してジョージア州の港湾都市サバンナまでを結ぶ列車。
バーモンター（Vermonter）
ワシントンまで行く。バーモント州方面の列車とは直通運転をしている。主な経由地はニューアーク、トレントン、フィラデルフィア、ウィルミントン、ボルチモアなど。

#### ニューヨーク州北部方面行き

エンパイア・コネクションの位置。

ハドソン川に沿って北上し、ニューヨーク州の州都オールバニなどを経由する列車。並走する通勤鉄道はメトロノース鉄道のハドソン線でリバーデイル付近で合流し、ポキプシーまで同じ線路を走る。
もともと、この方面に行く列車はニューヨーク・セントラル鉄道（New York Central Railroad）の列車であり、ペンシルバニア鉄道のターミナルである当駅ではなく、ニューヨーク・セントラル鉄道のターミナルであるグランド・セントラル駅に発着していた。1960年末に両社が合併しペン・セントラル鉄道になり、さらにはアムトラックになってからも、ターミナル駅が分けられており両駅の移動には手間がかかっていた。これを解消するために貨物線を流用・再整備したエンパイア・コネクション（Empire Connection）と呼ばれる短絡線が建設され、1991年4月7日よりNY州北部へ行く列車も当駅発着に統一された。
アディロンダック（Adirondack）
ニューヨーク州を縦断し、カナダ東部ケベック州の都市モントリオールまで走る列車。主な経由地はオールバニ、サラトガ・スプリングズ、ポート・ケントなど。
エンパイア・サービス（Empire Service）
主にマンハッタンとオールバニまでを結ぶ列車で本数が比較的多い。主な経由地はヨンカーズ、クロトン・ハーモン、ポキプシーなど。数は少ないものの、一部の列車はオールバニから先、シラキュース、バッファローを経由して、カナダ国境の手前、ナイアガラフォールズまで走る。
イーサン・アレン・エクスプレス（Ethan Allen Express）
ニューヨーク州を縦断し、バーモント州ラトランドに向かう列車である。主な経由地はクロトン・ハーモン、オールバニ、サラトガ・スプリングズなど。列車名はバーモントを中心にアメリカ独立戦争で活躍した英雄イーサン・アレンに由来する。
メープルリーフ（Maple Leaf）
カナダのオンタリオ州トロントまで走る列車。主な経由地はオールバニ、シラキュース、バッファロー、ナイアガラフォールズ（ニューヨーク州、オンタリオ州）、セントキャサリンズ、オークビルなど。
レイク・ショア・リミテッド（Lake Shore Limited）
ニューヨーク州を北上し、途中で進路を西に変えて五大湖沿いにでイリノイ州シカゴまで結ぶ列車である。主な経由地はオールバニ、エリー、クリーブランド、トレドなど。この列車はかつてこの区間を所有していたニューヨーク・セントラル鉄道（倒産済み）が運転していた豪華看板列車、「20世紀特急（20th Century Limited）」に由来している。ただし、当時はニューヨーク側のターミナル駅がグランド・セントラル駅であったなど若干の違いはある。
この列車は途中のオールバニでボストン発着の車両が連結・解放される。ボストン発着の列車はウースター、スプリングフィールドを経由してオールバニまで走る。

### 当駅からの接続路線
地下道などを通じて下記の路線に乗り換えが可能である。
ニューヨーク市地下鉄
- 34丁目-ペン・ステーション駅（IRTブロードウェイ-7番街線）
  - 1系統（ブロードウェイ-7番街線緩行）
  - 2系統（7番街線急行）
  - 3系統（7番街線急行（Harlem-148 Street ~ New Lots Avenue））
- 34丁目-ペン・ステーション駅（IND8番街線）
  - A系統（8番街線急行）
  - C系統（8番街線緩行）
  - E系統（8番街線緩行）

PATH
- 33丁目駅（当駅始発） - 地下道を通じて接続。ニュージャージー州ニューアーク方面への地下鉄。

## バス路線
都市間バス
- アカデミーバス
  - X23、X24系統
- グレイハウンド
  - ボルトバス、ネオン（NeOn）
- メガバス
  - M21、M22、M23、M24、M27系統
- バムーズバス（Vamoose Bus）

一般バス
- MTAニューヨーク市バス
  - M4、M7、M20、M34・M34A（セレクトバス）、Q32系統

シャトルバス
- アムトラック連絡バス
  - ニューヨーク・エアポート・サービスの空港路線を運行
- イースタンシャトル

## 隣の駅
アムトラック
■アセラ・エクスプレス
ニューアーク・ペン駅 - ニューヨーク・ペン駅 - スタンフォード駅
■ノースイースト・リージョナル
ニューアーク・ペン駅 - ニューヨーク・ペン駅 - ニューロシェル駅
■バーモンター
ニューヨーク・ペン駅 - スタンフォード駅
■カーディナル、カロリニアン、キーストーン・サービス、クレセント、シルバー・メティオ、シルバー・スター、パルメット、ペンシルベニアン
ニューアーク・ペン駅 - ニューヨーク・ペン駅
■アディロンダック、イーサン・アレン・エクスプレス、エンパイア・サービス、メープルリーフ
ヨンカーズ駅 - ニューヨーク・ペン駅
■レイクショア・リミテッド
クロトン・ハーモン駅 - ニューヨーク・ペン駅
ロングアイランド鉄道
■本線（シティターミナルゾーン）
ニューヨーク・ペン駅 - ウッドサイド駅
NJトランジット
■北東回廊線、■北ジャージー海岸線、■モントクレア - ブーントン線、■モリスタウン線、■ラリタンバレー線、■グラッドストーン支線
セカーカス・ジャンクション駅 - ニューヨーク・ペン駅

### かつて存在した路線
ACES
ACES
ニューアーク・ペン駅 - ニューヨーク・ペン駅
ペンシルバニア鉄道
本線
ニューアーク駅・ペン駅 - ニューヨーク・ペン駅
ニューヨーク・アンド・ロングブランチ鉄道
ニューアーク駅・ペン駅 - ニューヨーク・ペン駅

## 事件・事故
- 2017年3月24日、アムトラックのワシントン行き特急列車アセラが出発直後に脱線。数人が軽傷を負った[4]。
- 2017年4月14日、鉄道警察官がスタンガンを作動させた音を駅利用者らが銃撃戦の音と錯覚。パニック状態となる中、逃げる人々が駅構内で将棋倒しとなり16人が負傷した[5]
- 2017年7月6日、ニュージャージー・トランジットの通勤電車が脱線。死傷者はなし[6]。